# Janov (Kočov)
Janov (německy Johannesdorf) je osada, část obce Kočov v okrese Tachov v Plzeňském kraji. Nachází se asi 2,5 kilometru jihovýchodně od Kočova. Prochází zde silnice I/21. Jsou zde evidovány čtyři adresy. V roce 2011 zde trvale žilo osm obyvatel.
Janov leží v katastrálním území Kočov o výměře 7,67 km².

## Historie
První písemná zmínka o vesnici pochází z roku 1748.

## Obyvatelstvo
| Rok            | 1869 | 1880 | 1890 | 1900 | 1910 | 1921 | 1930 | 1950 | 1961 | 1970 | 1980 | 1991 | 2001 | 2011 | 2021 |
| -------------- | ---- | ---- | ---- | ---- | ---- | ---- | ---- | ---- | ---- | ---- | ---- | ---- | ---- | ---- | ---- |
| Počet obyvatel | 68   | 73   | 72   | 67   | 78   | 83   | 83   | 26   | 18   | 18   | 16   | 15   | 18   | 8    | 5    |
| Počet domů     | 14   | 14   | 13   | 13   | 13   | 13   | 14   | 8    | 8    | 5    | 4    | 4    | 5    | 2    | 3    |

## Obecní správa
Při sčítání lidu v letech 1850–1979 Janov byl osadou obce Kočov, se kterým patřil nejprve do okresu Planá, ale od roku 1960 v okrese Tachov. Od 1. ledna 1980 do 23. listopadu 1990 byl částí města Planá v okrese Tachov. Od 24. listopadu 1990 je opět částí obce Kočov v okrese Tachov.